# Purangi (rivière)
La rivière Purangi  (anglais : Purangi River) est une rivière de la Péninsule de Coromandel, dans le District de Thames-Coromandel, dans la région de Waikato, dans l’île du Nord de la Nouvelle-Zélande. 

## Géographie
Elle s’écoule vers le nord pour atteindre la baie de Mercury à l’est de la ville de Whitianga.